# 中西新作
中西 新作（なかにし しんさく、1841年5月9日（天保11年4月8日） - 1911年（明治44年）11月17日）は、日本の政治家、衆議院議員（2期）。

## 経歴
肥後国天草郡宮地岳村（熊本県天草郡宮地岳村、本渡市を経て現天草市宮地岳町）出身。漢学を学ぶ。庄屋の家に生まれ、跡を継いだ。大阪府に出仕し、司法省に転じる。のち帰郷し、熊本裁判所判事補、宮地岳村長、同村会議員、天草郡連合町村会議員、熊本県会議員、所得税調査委員、天草郡会議員となる。
1898年8月の第6回衆議院議員総選挙において熊本6区から憲政党公認で立候補して落選。1902年の第7回衆議院議員総選挙は不出馬。1903年の第8回衆議院議員総選挙において熊本県郡部から無所属で立候補して初当選。1904年の第9回衆議院議員総選挙では無名俱楽部から立候補して当選した。立憲政友会に入り、衆議院議員を2期務め、1908年の第10回衆議院議員総選挙には不出馬。1922年に死去した。